# Gliese 876 e
Gliese 876 e è un pianeta extrasolare che orbita intorno a Gliese 876, una nana rossa distante 15 anni luce dal sistema solare.

## Caratteristiche
La distanza media dalla stella madre è di 0,33 U.A. e il periodo orbitale di circa 124 giorni. Questo pianeta è in risonanza orbitale con Gliese 876 c e Gliese 876 b nel rapporto di 1:2:4, come avviene per le lune di Giove, Io, Europa e Callisto; compie un'orbita mentre il pianeta b ne compie 2 e c ne effettua 4. La sua massa è paragonabile a quella di Urano, circa 15 volte quella terrestre